# الحروب البيزنطية النورمانية
دارت عدة حروب بين النورمان والإمبراطورية البيزنطية بين 1050 تقريبًا وحتى 1185 عندما هزم آخر غزو نورماني للأراضي البيزنطية. في نهاية للصراع، لم يتمكن النورمان أو البيزنطيين من التباهي بالكثير من القوة، وبحلول منتصف القرن الثالث عشر أرهقت الحروب مع القوى الأخرى سيادة كل منهما حيث غزا الأتراك آسيا الصغرى من البيزنطيين في القرن الرابع عشر. أما النورمان فقد فقدوا صقلية سابقًا لآل هوهنشتاوفن الذين خلفهم الأنجوفيون ومن ثم الأراغونيون.